# Vysoký vrch (přírodní rezervace)
Vysoký vrch je přírodní rezervace v katastrálním území Čermeľ košické městské části Košice-Sever a obce Sokoľ v okrese Košice-okolí v Košickém kraji na Slovensku. Území bylo vyhlášeno v roce 1993 a jeho rozloha je 36,5 hektaru. Předmětem ochrany je pralesní společenstvo (buk, jasan, javory, lípy, jilm horský, dub, jedle) na Vysokém vrchu a Bílé skále v Čermeľském údolí. Na vápencové Bílé skále roste xerotermní vegetace.